# Dasineura vicicola
Dasineura vicicola är en tvåvingeart som först beskrevs av Tavares 1905.  Dasineura vicicola ingår i släktet Dasineura och familjen gallmyggor.
Artens utbredningsområde är Portugal. Inga underarter finns listade i Catalogue of Life.